# Grijphaak
Grijphaak (Engels: Griphook) is een kobold uit de Harry Potter-boekenreeks van de Britse schrijfster J.K. Rowling. Grijphaak werkt bij Goudgrijp, de tovenaarsbank op de Wegisweg.
In het eerste boek van de reeks opent Grijphaak Harry's kluis, en kluis 713, waarin een groezelig, klein pakje ligt dat Rubeus Hagrid in opdracht van Albus Perkamentus moest ophalen.
In het zevende boek wordt Grijphaak ontvoerd door Dooddoeners en gevangengehouden in het huis van de familie Malfidus. Harry's vriend, huiself Dobby, helpt hem samen met Loena Leeflang en Olivander te ontsnappen uit de kerker waar hij gevangen wordt door te Verdwijnselen. Daarna helpt Grijphaak Harry, Ron en Hermelien om in de kluis van Bellatrix van Detta te komen, in ruil voor het zwaard van Goderic Griffoendor. Nadat de drie de kluis zijn binnengedrongen en Grijphaak uiteindelijk uit de kluis ontsnapt, voegt hij zich bij de andere kobolden die de tegenaanval op Harry, Ron en Hermelien inzetten. Waarschijnlijk deed Grijphaak dit omdat Harry het Zwaard niet aan hem wilde afstaan, zodat ze de overige Gruzielementen ermee konden vernietigen.